# 16.ª etapa del Giro de Italia 2024
La 16.ª etapa del Giro de Italia 2024 tuvo lugar el 21 de mayo de 2024 y consistió en una etapa de montaña con inicio en Lasa y final en Santa Cristina Valgardena sobre un recorrido de 118,7 km. El trazado original de la etapa fue modificado por causa de la nieve. La victoria fue para el esloveno Tadej Pogačar del equipo UAE Team Emirates, que fue su quinta victoria en la presente edición, siendo el líder de la clasificación general.

## Clasificación de la etapa
| Laas - Santa Cristina-Gherdëina | etapa de montaña | (118,4 km) |

| \| Clasificación de la etapa \| Clasificación de la etapa \| Clasificación de la etapa \| Clasificación de la etapa \| Clasificación de la etapa \| \| Ciclista \| Ciclista \| Equipo \| Tiempo \| \| \| ------------------------- \| ------------------------- \| ----------------------------- \| ------------------------- \| ------------------------- \| \| 1.º \| Tadej Pogačar \| UAE Team Emirates \| 2 h 49 min 37 s \| \| \| 2.º \| Giulio Pellizzari \| VF Group-Bardiani CSF-Faizanè \| + 16 s \| \| \| 3.º \| Daniel Felipe Martínez \| Bora-Hansgrohe \| + 16 s \| \| \| 4.º \| Christian Scaroni \| Astana Qazaqstan Team \| + 31 s \| \| \| 5.º \| Antonio Tiberi \| Bahrain Victorious \| + 33 s \| \| \| 6.º \| Thymen Arensman \| Ineos Grenadiers \| + 38 s \| \| \| 7.º \| Damiano Caruso \| Bahrain Victorious \| + 39 s \| \| \| 8.º \| Michael Storer \| Tudor Pro Cycling Team \| + 42 s \| \| \| 9.º \| Ewen Costiou \| Arkéa-B&B Hotels \| + 42 s \| \| \| 10.º \| Valentin Paret-Peintre \| Decathlon-AG2R La Mondiale \| + 45 s \| \| |                        |                               |                 |
| |                        |                               |                 |
| Fuentes: ProCyclingStats Cycling Quotient |                        |                               |                 |
| Clasificación de la etapa |                        |                               |                 |
| Ciclista | Ciclista               | Equipo                        | Tiempo          |
| 1.º | Tadej Pogačar          | UAE Team Emirates             | 2 h 49 min 37 s |
| 2.º | Giulio Pellizzari      | VF Group-Bardiani CSF-Faizanè | + 16 s          |
| 3.º | Daniel Felipe Martínez | Bora-Hansgrohe                | + 16 s          |
| 4.º | Christian Scaroni      | Astana Qazaqstan Team         | + 31 s          |
| 5.º | Antonio Tiberi         | Bahrain Victorious            | + 33 s          |
| 6.º | Thymen Arensman        | Ineos Grenadiers              | + 38 s          |
| 7.º | Damiano Caruso         | Bahrain Victorious            | + 39 s          |
| 8.º | Michael Storer         | Tudor Pro Cycling Team        | + 42 s          |
| 9.º | Ewen Costiou           | Arkéa-B&B Hotels              | + 42 s          |
| 10.º | Valentin Paret-Peintre | Decathlon-AG2R La Mondiale    | + 45 s          |

## Clasificaciones al final de la etapa

### Clasificación general(Maglia Rosa)
| \| Clasificación general \| Clasificación general \| Clasificación general \| Clasificación general \| Clasificación general \| \| Ciclista \| Ciclista \| Equipo \| Tiempo \| \| \| --------------------- \| ---------------------- \| -------------------------- \| --------------------- \| --------------------- \| \| 1.º \| Tadej Pogačar \| UAE Team Emirates \| 59 h 01 min 09 s \| \| \| 2.º \| Daniel Felipe Martínez \| Bora-Hansgrohe \| + 7 min 18 s \| \| \| 3.º \| Geraint Thomas \| Ineos Grenadiers \| + 7 min 40 s \| \| \| 4.º \| Ben O'Connor \| Decathlon-AG2R La Mondiale \| + 8 min 42 s \| \| \| 5.º \| Antonio Tiberi \| Bahrain Victorious \| + 10 min 09 s \| \| \| 6.º \| Thymen Arensman \| Ineos Grenadiers \| + 10 min 33 s \| \| \| 7.º \| Romain Bardet \| Team dsm-firmenich PostNL \| + 12 min 18 s \| \| \| 8.º \| Filippo Zana \| Team Jayco AlUla \| + 12 min 43 s \| \| \| 9.º \| Einer Rubio \| Movistar Team \| + 13 min 09 s \| \| \| 10.º \| Jan Hirt \| Soudal Quick-Step \| + 14 min 07 s \| \| |                        |                            |                  |
| |                        |                            |                  |
| Fuentes: ProCyclingStats Cycling Quotient |                        |                            |                  |
| Clasificación general |                        |                            |                  |
| Ciclista | Ciclista               | Equipo                     | Tiempo           |
| 1.º | Tadej Pogačar          | UAE Team Emirates          | 59 h 01 min 09 s |
| 2.º | Daniel Felipe Martínez | Bora-Hansgrohe             | + 7 min 18 s     |
| 3.º | Geraint Thomas         | Ineos Grenadiers           | + 7 min 40 s     |
| 4.º | Ben O'Connor           | Decathlon-AG2R La Mondiale | + 8 min 42 s     |
| 5.º | Antonio Tiberi         | Bahrain Victorious         | + 10 min 09 s    |
| 6.º | Thymen Arensman        | Ineos Grenadiers           | + 10 min 33 s    |
| 7.º | Romain Bardet          | Team dsm-firmenich PostNL  | + 12 min 18 s    |
| 8.º | Filippo Zana           | Team Jayco AlUla           | + 12 min 43 s    |
| 9.º | Einer Rubio            | Movistar Team              | + 13 min 09 s    |
| 10.º | Jan Hirt               | Soudal Quick-Step          | + 14 min 07 s    |

### Clasificación por puntos(Maglia Ciclamino)
| Clasificación por puntos | Clasificación por puntos | Clasificación por puntos      | Clasificación por puntos | Clasificación por puntos |
| Ciclista                 | Ciclista                 | Equipo                        | Puntos                   |                          |
| ------------------------ | ------------------------ | ----------------------------- | ------------------------ | ------------------------ |
| 1.º                      | Jonathan Milan           | Lidl-Trek                     | 284 pts                  |                          |
| 2.º                      | Kaden Groves             | Alpecin-Deceuninck            | 175 pts                  |                          |
| 3.º                      | Tadej Pogačar            | UAE Team Emirates             | 99 pts                   |                          |
| 4.º                      | Julian Alaphilippe       | Soudal Quick-Step             | 99 pts                   |                          |
| 5.º                      | Filippo Fiorelli         | VF Group-Bardiani CSF-Faizanè | 98 pts                   |                          |
| 6.º                      | Tim Merlier              | Soudal Quick-Step             | 93 pts                   |                          |
| 7.º                      | Andrea Pietrobon         | Team Polti Kometa             | 91 pts                   |                          |
| 8.º                      | Jhonatan Narváez         | Ineos Grenadiers              | 63 pts                   |                          |
| 9.º                      | Mirco Maestri            | Team Polti Kometa             | 58 pts                   |                          |
| 10.º                     | Juan Sebastián Molano    | UAE Team Emirates             | 54 pts                   |                          |

### Clasificación de la montaña(Maglia Azzurra)
| Clasificación de la montaña | Clasificación de la montaña | Clasificación de la montaña   | Clasificación de la montaña | Clasificación de la montaña |
| Ciclista                    | Ciclista                    | Equipo                        | Puntos                      |                             |
| --------------------------- | --------------------------- | ----------------------------- | --------------------------- | --------------------------- |
| 1.º                         | Tadej Pogačar               | UAE Team Emirates             | 200 pts                     |                             |
| 2.º                         | Christian Scaroni           | Astana Qazaqstan Team         | 86 pts                      |                             |
| 3.º                         | Simon Geschke               | Cofidis                       | 78 pts                      |                             |
| 4.º                         | Daniel Felipe Martínez      | Bora-Hansgrohe                | 66 pts                      |                             |
| 5.º                         | Nairo Quintana              | Movistar Team                 | 65 pts                      |                             |
| 6.º                         | Giulio Pellizzari           | VF Group-Bardiani CSF-Faizanè | 56 pts                      |                             |
| 7.º                         | Valentin Paret-Peintre      | Decathlon-AG2R La Mondiale    | 55 pts                      |                             |
| 8.º                         | Julian Alaphilippe          | Soudal Quick-Step             | 53 pts                      |                             |
| 9.º                         | Romain Bardet               | Team dsm-firmenich PostNL     | 45 pts                      |                             |
| 10.º                        | Georg Steinhauser           | EF Education-EasyPost         | 42 pts                      |                             |

### Clasificación de los jóvenes(Maglia Bianca)
| Clasificación del mejor joven | Clasificación del mejor joven | Clasificación del mejor joven | Clasificación del mejor joven | Clasificación del mejor joven |
| Ciclista                      | Ciclista                      | Equipo                        | Tiempo                        |                               |
| ----------------------------- | ----------------------------- | ----------------------------- | ----------------------------- | ----------------------------- |
| 1.º                           | Antonio Tiberi                | Bahrain Victorious            | 59 h 11 min 18 s              |                               |
| 2.º                           | Thymen Arensman               | Ineos Grenadiers              | + 24 s                        |                               |
| 3.º                           | Filippo Zana                  | Team Jayco AlUla              | + 2 min 34 s                  |                               |
| 4.º                           | Davide Piganzoli              | Team Polti Kometa             | + 9 min 46 s                  |                               |
| 5.º                           | Alex Baudin                   | Decathlon-AG2R La Mondiale    | + 16 min 08 s                 |                               |
| 6.º                           | Giovanni Aleotti              | Bora-Hansgrohe                | + 23 min 18 s                 |                               |
| 7.º                           | Valentin Paret-Peintre        | Decathlon-AG2R La Mondiale    | + 28 min 32 s                 |                               |
| 8.º                           | Kevin Vermaerke               | Team dsm-firmenich PostNL     | + 53 min 20 s                 |                               |
| 9.º                           | Mauri Vansevenant             | Soudal Quick-Step             | + 53 min 36 s                 |                               |
| 10.º                          | Edoardo Zambanini             | Bahrain Victorious            | + 57 min 29 s                 |                               |

### Clasificación por equipos"Súper team"
| Clasificación por equipos | Clasificación por equipos     | Clasificación por equipos | Clasificación por equipos |
| Equipo                    | Equipo                        | Tiempo                    |                           |
| ------------------------- | ----------------------------- | ------------------------- | ------------------------- |
| 1.º                       | Decathlon-AG2R La Mondiale    | 177 h 47 min 27 s         |                           |
| 2.º                       | Ineos Grenadiers              | + 10 min 47 s             |                           |
| 3.º                       | UAE Team Emirates             | + 34 min 39 s             |                           |
| 4.º                       | Astana Qazaqstan Team         | + 48 min 58 s             |                           |
| 5.º                       | Bora-Hansgrohe                | + 52 min 00 s             |                           |
| 6.º                       | Bahrain Victorious            | + 54 min 49 s             |                           |
| 7.º                       | VF Group-Bardiani CSF-Faizané | + 1 h 09 min 05 s         |                           |
| 8.º                       | Team dsm-firmenich PostNL     | + 1 h 11 min 12 s         |                           |
| 9.º                       | Movistar Team                 | + 1 h 13 min 10 s         |                           |
| 10.º                      | Soudal Quick-Step             | + 1 h 32 min 37 s         |                           |

## Abandonos
- Danny van Poppel (Bora-Hansgrohe) no tomó la salida de la etapa debido a una enfermedad.[3]
- Jenthe Biermans (Arkéa-B&B Hotels) no tomó la salida.
- Julius van den Berg (Team dsm-firmenich PostNL) no terminó la etapa.
- Benjamin Thomas (Cofidis) no terminó la etapa.[4]